# Departamentul La Libertad
Departamentul La Libertad (Libertatea) este una dintre cele 14 unități administrativ-teritoriale de gradul I  ale statului  El Salvador. La recensământul din 2007 avea o populație de 660.652 locuitori. Reședința sa este orașul Santa Tecla. A fost fondat în 1865. Culturi de cereale, trestie de zahăr, cafea, cacao, arbori de cauciuc. Creșterea bovinelor și porcinelor. Apicultură.